# Anàlisi espectral de mínims quadrats

El resultat d'ajustar un conjunt de punts de dades amb una funció quadràtica

L'anàlisi espectral de mínims quadrats (LSSA) és un mètode per estimar un espectre de freqüència basat en un ajustament de mínims quadrats de sinusoides a mostres de dades, similar a l'anàlisi de Fourier. L'anàlisi de Fourier, el mètode espectral més utilitzat en la ciència, generalment augmenta el soroll periòdic llarg en els registres llargs i buits; LSSA mitiga aquests problemes. A diferència de l'anàlisi de Fourier, les dades no han d'estar igualment espaiades per utilitzar LSSA.
Desenvolupat el 1969 i 1971, LSSA també es coneix com el mètode Vaníček i el mètode Gauss-Vaniček després de Petr Vaníček, i com el mètode Lomb o el periodograma Lomb-Scargle, basat en les simplificacions primer de Nicholas R. Lomb i després de Jeffrey D. Scargle.

## Antecedents històrics
Les estretes connexions entre l'anàlisi de Fourier, el periodograma i l'ajustament de mínims quadrats dels sinusoides es coneixen des de fa molt de temps. Tanmateix, la majoria dels desenvolupaments es limiten a conjunts de dades complets de mostres igualment espaiades. L'any 1963, Freek JM Barning de Mathematisch Centrum, Amsterdam, va manejar dades desigualment espaiades mitjançant tècniques similars, incloent tant una anàlisi de periodograma equivalent al que avui en dia s'anomena mètode Lomb i ajustament de mínims quadrats de freqüències seleccionades de sinusoides determinats a partir d'aquests. periodogrames, i connectats per un procediment conegut avui com la recerca de concordança amb l'ajust posterior o l'ortogonal persecució coincident.
Petr Vaníček, geofísic i geodèsic canadenc de la Universitat de New Brunswick, va proposar el 1969 també l'enfocament de recerca de concordança per a dades igualment i desigualment espaiades, que va anomenar "anàlisi espectral successiva" i el resultat un "periodograma de mínims quadrats". Va generalitzar aquest mètode per tenir en compte qualsevol component sistemàtic més enllà d'una simple mitjana, com ara una "tendència secular lineal prevista (quadrada, exponencial,...) de magnitud desconeguda", i la va aplicar a una varietat de mostres el 1971.
El mètode estrictament dels mínims quadrats de Vaníček va ser simplificat el 1976 per Nicholas R. Lomb de la Universitat de Sydney, que va assenyalar la seva estreta connexió amb l'anàlisi del periodograma. Posteriorment, la definició d'un periodograma de dades desigualment espaiades va ser modificada i analitzada per Jeffrey D. Scargle del Centre de Recerca Ames de la NASA, que va demostrar que, amb canvis menors, esdevé idèntic a la fórmula de mínims quadrats de Lomb per ajustar sinusoides individuals. freqüències.
Scargle afirma que el seu treball "no introdueix una nova tècnica de detecció, sinó que estudia la fiabilitat i l'eficiència de la detecció amb la tècnica més utilitzada, el periodograma, en el cas que els temps d'observació estiguin desigualment espaciats ", i apunta a més sobre ajustament de mínims quadrats dels sinusoides en comparació amb l'anàlisi del periodograma, que el seu article "estableix, aparentment per primera vegada, que (amb les modificacions proposades) aquests dos mètodes són exactament equivalent".

## Desenvolupament d'LSSA i variants

### El mètode Vaníček

En la regressió lineal, se suposa que les observacions (vermell) són el resultat de desviacions aleatòries (verd) d'una relació subjacent (blau) entre una variable dependent (y) i una variable independent (x). Aleshores, en un ajustament normat, com per exemple pel criteri dels mínims quadrats, els punts de dades (vermell) es representen per la línia de millor ajust normativament (blau), de la qual sempre queden "residuals" (verd).

En el mètode Vaníček, un conjunt de dades discrets s'aproxima mitjançant una suma ponderada de sinusoides de freqüències determinades progressivament mitjançant una regressió lineal estàndard o un ajust de mínims quadrats. Les freqüències s'escullen utilitzant un mètode similar al de Barning, però avançant més en l'optimització de l'elecció de cada nova freqüència successiva escollint la freqüència que minimitzi el residu després de l'ajust de mínims quadrats (equivalent a la tècnica d'ajust que ara es coneix com a recerca de coincidència amb pre- backfitting). El nombre de sinusoides ha de ser inferior o igual al nombre de mostres de dades (comptant sinus i coseus de la mateixa freqüència que sinusoides separats).

### El mètode Lomb
Tractant de reduir la càrrega computacional del mètode Vaníček el 1976 (ja no és un problema), Lomb va proposar utilitzar la simplificació anterior en general, excepte per a les correlacions per parelles entre bases sinus i cosinus de la mateixa freqüència, ja que les correlacions entre parells de sinusoides solen ser petits, almenys quan no estan molt espaiats. Aquesta formulació és essencialment la del periodograma tradicional, però adaptada per al seu ús amb mostres espaciades desigualment. El vector x és una estimació raonablement bona d'un espectre subjacent, però com que ignorem qualsevol correlació, A x ja no és una bona aproximació al senyal i el mètode ja no és un mètode de mínims quadrats, però a la literatura continua sent anomenar-se com a tal.

Un espectre de potència (magnitud-quadrat) de dues funcions de base sinusoïdal, calculat pel mètode del periodograma

## Aplicacions
La característica més útil de LSSA és permetre que els registres incomplets siguin analitzats espectralment, sense necessitat de manipular dades o d'inventar dades inexistents.
Les magnituds de l'espectre LSSA representen la contribució d'una freqüència o període a la variància de la sèrie temporal. En general, les magnituds espectrals així definides permeten el règim de nivell de significació senzill de la sortida. Alternativament, les magnituds espectrals de l'espectre de Vaníček també es poden expressar en dB. Tingueu en compte que les magnituds espectrals de l'espectre de Vaníček segueixen la distribució β.
La transformació inversa de la LSSA de Vaníček és possible, com es veu més fàcilment escrivint la transformació directa com a matriu; la matriu inversa (quan la matriu no és singular) o pseudo-inversa serà llavors una transformació inversa; la inversa coincidirà exactament amb les dades originals si els sinusoides escollits són mútuament independents als punts de mostra i el seu nombre és igual al nombre de punts de dades. No es coneix aquest procediment invers per al mètode del periodograma.

Distribució beta per a diferents valors dels seus paràmetres